# Página Um
O Página Um (estilizado como PÁGINA UM) é um jornal digital diário de jornalismo de investigação português. Foi fundado em 2021 pelo jornalista Pedro Almeida Vieira (atual diretor executivo).

## História
Em fevereiro de 2023, conseguiu em tribunal o acesso a um relatório sobre a COVID-19 que o Instituto Superior Técnico (IST) recusou divulgar. Neste relatório o IST "responsabilizou" as festividades de junho por 330 mortes. Pedro Almeida Vieira quis esclarecer a forma como haviam sido realizados os cálculos dos cientistas pois estes eram contraditórios relativamente às informações oficiais sobre a mortalidade neste período.